# Liza Sips
 (octobre 2018).
Si vous disposez d'ouvrages ou d'articles de référence ou si vous connaissez des sites web de qualité traitant du thème abordé ici, merci de compléter l'article en donnant les références utiles à sa vérifiabilité et en les liant à la section « Notes et références ».
 Liza Sips, née le 10 septembre 1990 à Harderwijk, est une actrice, doubleuse, musicienne, écrivaine et animatrice de télévision néerlandaise.

## Biographie
Liza Sips a été considérée comme un modèle dans la publicité imprimée et dans diverses publicités à partir de son deuxième anniversaire, avant d'acquérir une renommée nationale en 2007 grâce à son rôle de Vicky Pouw dans Goede tijden, slechte tijden. Elle a joué des rôles invités dans diverses séries télévisées, dont Gooische Vrouwen, Keyzer & De Boer Advocaten et Flikken Maastricht. Elle a également joué dans des films nationaux et internationaux.
Liza Sips fait beaucoup de doublage pour divers films Disney XD, des films Barbies et des séries pour enfants. En 2015, est paru son premier livre pour la jeunesse, Soapsop, publié par les éditions De Fontein.
Elle joue de la flûte à bec et du saxophone.

## Vie privée
Elle est la mère d'un garçon, prénommé Jonathan (né en avril 2016) et d'une fille, prénommée Charlize (née en août 2018),. Elle vit actuellement à Haarlem avec ses deux enfants.

## Filmographie

### Cinéma
- 2004 : Floris de Jean van de Velde : Hertogin van Bourgondië[5]
- 2005 : Storm de Michiel van Jaarsveld : Sindy[6]
- 2007 : Jump In : Mary Thomas
- 2008 : Kill Kill Faster Faster de Gareth Maxwell Roberts : Lolita[7]
- 2009 : Gewoon Gijs : Chantalle
- 2009 : Skyrunners : Julie Gunn
- 2010 : Spring : Eveline
- 2011 : Barbie en de Prinsessenschool : Delancy
- 2011 : Vox Scripta: Het gesproken woord geschreven de Wiebe van den Ende[8]
- 2011 : Shadow et moi de Steven de Jong : Lisa[9]
- 2012 : Cop vs Killer (nl) de Simon de Waal et Hans Pos[10]
- 2012 : Hôtel Transylvanie de Genndy Tartakovsky : Mavis
- 2013 : App de Bobby Boermans : Liesbeth[11]
- 2015 : Fashion Chicks de Jonathan Elbers: Esmee/Lizzy[12]
- 2015 : Hôtel Transylvanie 2 de Genndy Tartakovsky : Mavis
- 2018 : Hôtel Transylvanie 3 : Des vacances monstrueuses de Genndy Tartakovsky : Mavis

### Téléfilms
- 2005 : Samen (nl) : Merel de Bruin
- 2006 : Keyzer & De Boer Advocaten : Onbekend
- 2006 : Jardins secrets : Lotte
- 2006 : Willemspark : Onbekend
- 2006 : Onderweg naar Morgen : Cindy
- 2007-2009 : Goede tijden, slechte tijden : Vicky Pouw
- 2009 : Het Huis Anubis : Schoonspringster Anna
- 2009 : Flikken Maastricht : Ghislaine Albers
- 2010 : Westwijk : Onbekend
- 2011 : FC Kip : Medewerker aan de kassa
- 2011 : Het Huis Anubis en de Vijf van het Magische Zwaard (nl) : Cato van Vleuten
- 2013 : Malaika (nl) : Anna[13],[14]
- 2013-2015 Max Steel : Sydney Gardner

## Livres
- 2015 :  Soapsop (sorti le 20 janvier 2015)
- 2016 : Expeditie verraad (sorti le 5 juillet 2016)